# 뷔르템베르크 선제후 프리드리히 1세
프리드리히 빌헬름 카를(Friedrich Wilhelm Karl, 1754년 11월 6일 ~ 1816년 10월 30일)는 뷔르템베르크 공국의 마지막 공작이며 뷔르템베르크 선제후국의 선제후이자 뷔르템베르크 왕국의 초대 왕이다. 프리드리히 오이겐 폰 뷔르템베르크 공작과 프리데리케 도로테아 소피아 폰 브란덴부르크슈베트(프리드리히 빌헬름 폰 브란덴부르크슈베트 변경백의 딸)의 장남으로 태어났다.
프리드리히는 공자시절 아우구스타 카롤리네 폰 브라운슈바이크볼펜뷔텔 공녀(카를 빌헬름 페르디난트 폰 브라운슈바이크 공작의 딸)와 첫번째 혼인을 하였고 혼인한지 10년이 채 되지않아 아우구스타 카롤리네 공자비와 사별하였다. 사별 후 10년이 되기도 전 그레이트브리튼 아일랜드 연합왕국 조지 3세의 딸 프린세스 로열 샬럿과 혼인하였고 얼마 지나지않아 부친 프리드리히 2세 오이겐이 사망함으로써 뷔르템베르크 공작 프리드리히 2세로 즉위하였다.

## 가계
프리드리히의 첫번째 부인 아우구스타 카롤리네 폰 브라운슈바이크볼펜뷔텔 공녀와 4명의 자녀를 두었다.
- 빌헬름 왕자
- 카타리나 공주
- 소피아 도로테아 폰 뷔르템베르크
- 파울 왕자

프리드리히의 두번째 부인 프린세스 로열 샬럿과는 사산된 딸 한명을 두었다.